# Forêt de Białowieża
Pour les articles homonymes, voir Białowieża.
La forêt de Białowieża (/bʲawɔˈvʲɛʐa/ ; en polonais : Puszcza Białowieska ; en biélorusse : Белавежская пушча, Bielaviejskaïa pouchtcha, ou Белавеская пушча, Bielavieskaïa pouchtcha), aussi appelée en français forêt de Bialovèse ou forêt de Belovej, est l'une des dernières forêts primaires d'Europe, à cheval sur les territoires polonais (Podlachie) et biélorusse. Formée il y a dix mille ans, lors de la dernière glaciation, elle est historiquement restée à l'écart de la plupart des influences humaines.
Le toponyme Białowieża signifie « tour blanche » en polonais.
Ce site est inscrit sur la liste du patrimoine mondial de l'UNESCO depuis 1979 et il est également reconnu par l'UNESCO en tant que réserve de biosphère depuis 1976. Cette inscription, effectuée dans le but de protéger la forêt, s'accompagne de sérieuses critiques de la part de l'UNESCO sur la gestion du site par les autorités polonaises.
Białowieża est l'un des derniers vestiges de l'immense forêt qui a recouvert les plaines du nord et du centre de l'Europe après la dernière glaciation et de la forêt hercynienne qui lui a succédé jusqu'au début de l'ère chrétienne.

## Biogéographie
La forêt est située de part et d'autre de la frontière entre la Biélorussie et la Pologne. Elle est distante de 70 km au nord de Brest, au sud-ouest de la Biélorussie, en partie sur la voblast de Brest (raïons de Kamieniets et Proujany) et la voblast de Hrodna (raïon de Svislatch), et s'étend autour du village de Białowieża dans la voïvodie de Podlachie (62 km au sud-est de Białystok et 190 km au nord-est de Varsovie) en Pologne.

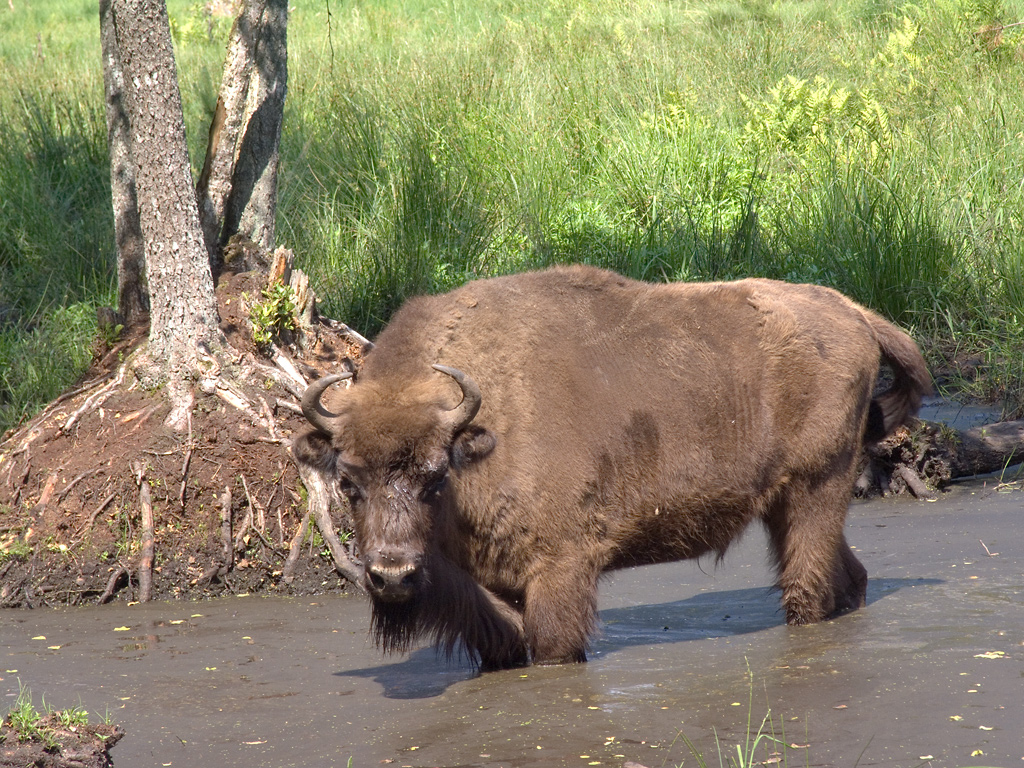
Les bisons se rafraîchissent dans l'eau, peut-être s'y débarrassent-ils d'une partie de leurs parasites.

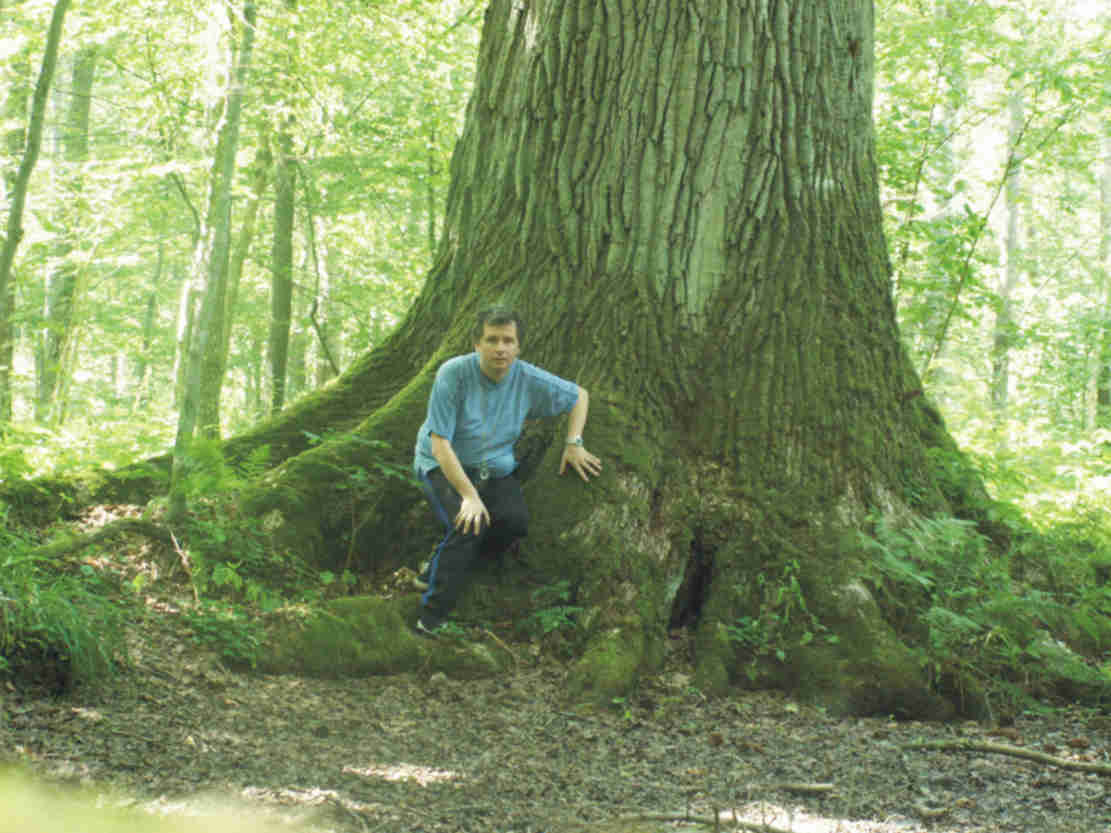
Białowieża est une des rares forêts européennes qui ont conservé de vieux arbres, tels ce chêne multiséculaire, dit « le chêne-empereur du Sud ».

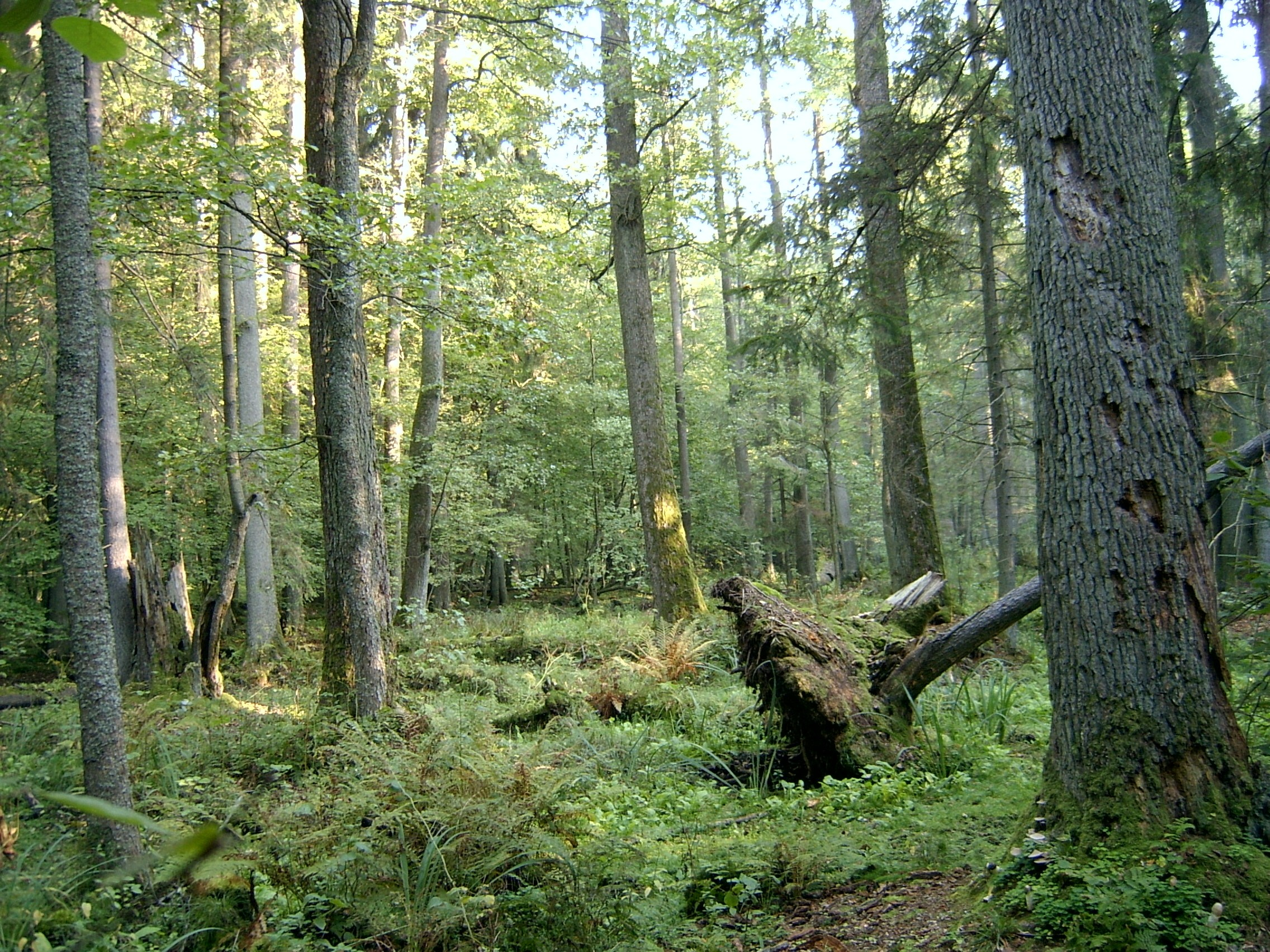
Białowieża est l'une des forêts où le taux de bois mort est naturel, ce qui permet une expression optimale de la fonge et des communautés saproxylophages, et lui permet de jouer un rôle de réservoir de biodiversité pour ces espèces, ce qui présente un grand intérêt scientifique et écologique.

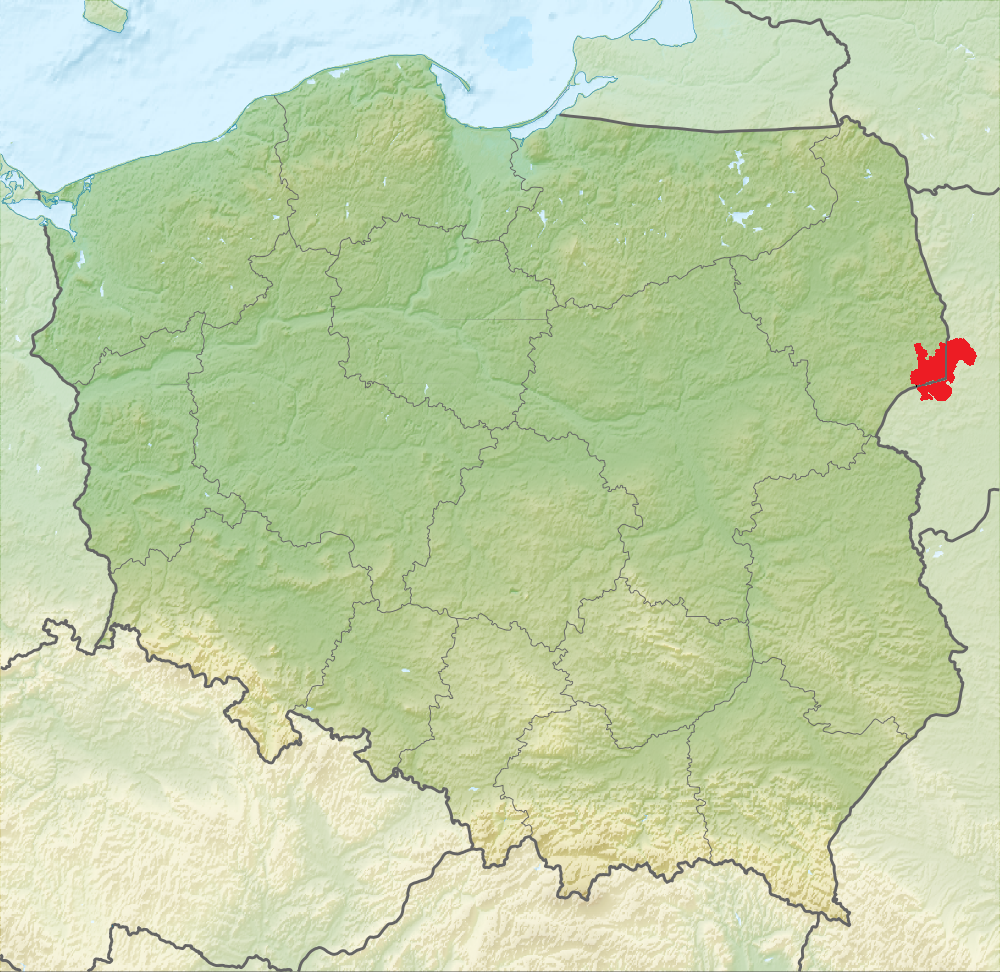
Localisation de la forêt de Białowieża, à cheval entre la Pologne et la Biélorussie.

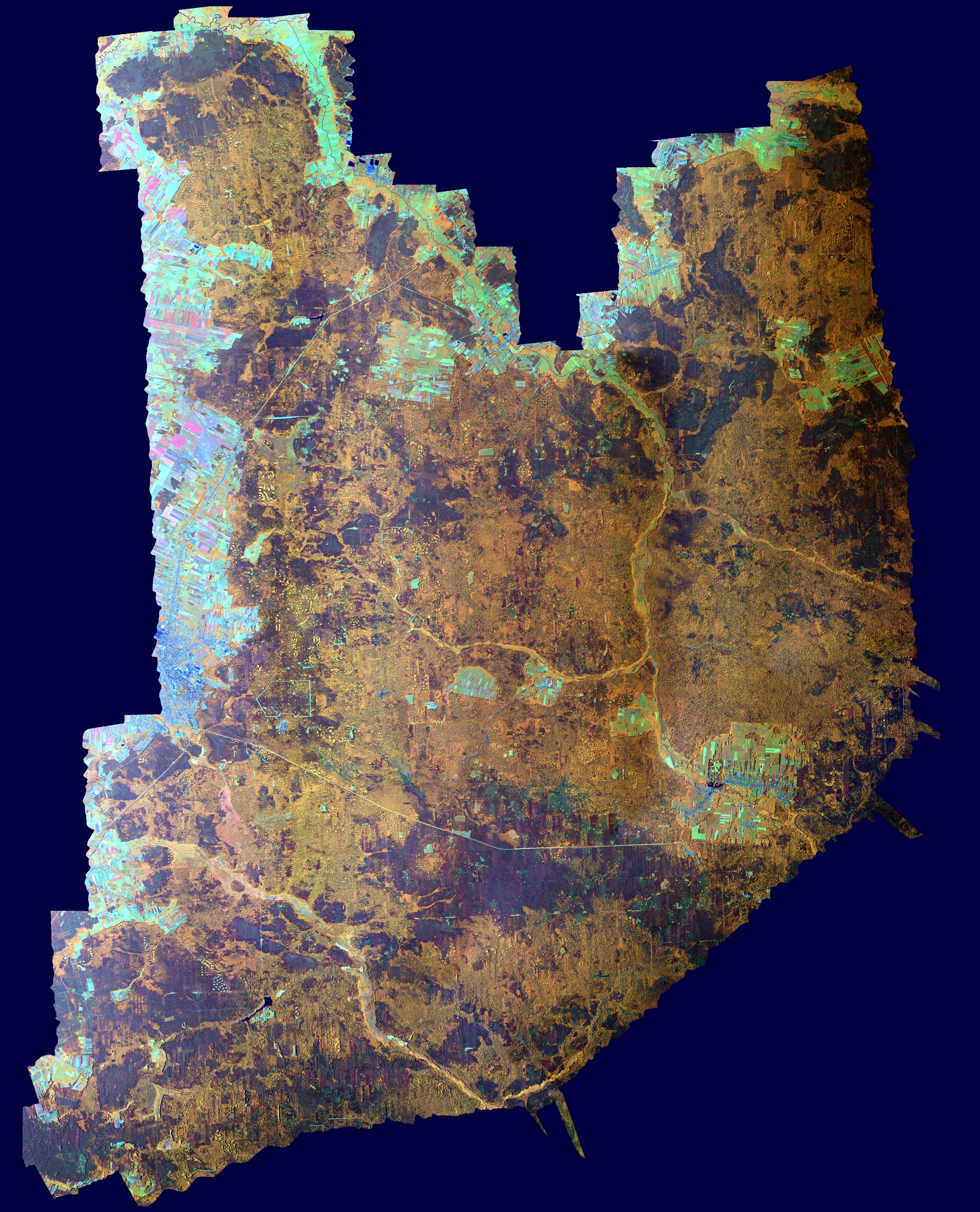
Partie polonaise de la forêt vue ici en fausse couleur (composition à partir de plusieurs photos)
Cliquer pour agrandir.

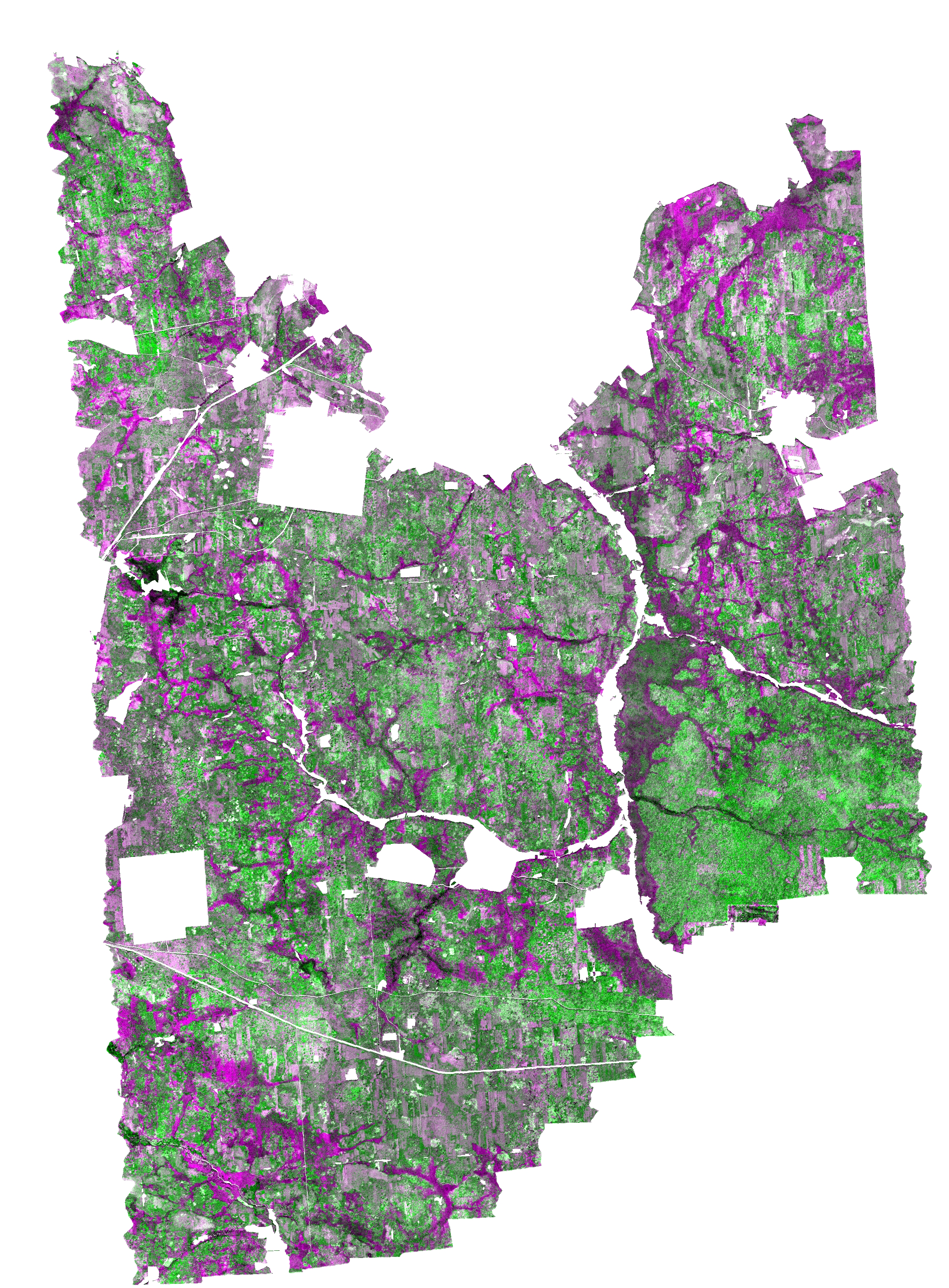
Cours d'eau et vallées de la partie polonaise de la forêt.

## Toponymie
Le nom Białowieża, qui désigne originellement le village situé au centre de la forêt, est issu du polonais biała wieża (« tour blanche »). L'origine de ce nom est discutée. Selon les historiens du XIXe siècle Michał Baliński (pl) et Tymoteusz Lipiński (pl), il proviendrait d'un pavillon de chasse blanc construit dans la forêt par les rois de Pologne au XVe siècle. Certains historiens plus récents, comme Franciszek Gliński ou Guéorgui Kartsov, rapprochent plutôt ce nom de la tour de Kamieniets, également appelée « Tour blanche », édifiée au XIIIe siècle à Kamieniets, près de la partie biélorusse de la forêt. De nos jours, la plupart des historiens pensent cependant que c'est une autre tour, et non celle de Kamieniets, qui est à l'origine du toponyme.
La forêt est aujourd'hui appelée Puszcza Białowieska (API : [ˈpuʂt͡ʂa ˌbʲawɔˈvʲɛska]), c'est-à-dire « forêt de Białowieża », en polonais, et Белавежская пушча (Bielaviejskaïa pouchtcha) ou Белавеская пушча (Bielavieskaïa pouchtcha), c'est-à-dire « forêt de Bielavieja », en biélorusse.
En français, la forêt peut être désignée par son nom polonais Białowieża (souvent orthographié Bialowieza), son nom francisé Bialovèse, (jadis Bialowèse) ou son nom russisé Belovej ; en russe, elle est en effet connue sous le nom de Беловежская пуща (Belovejskaïa pouchtcha). Parmi ses principaux exonymes comptent aussi les dénominations allemandes Belowescher Heide, Bialowieser Heide et Bialowiezer Heide, (aujourd'hui concurrencées par l'appellation Białowieża-Urwald), et lituaniennes Baltvyžio giria, Baltvydžio giria, Baltvyžių giria et Belovežo giria (cette dernière forme étant la plus utilisée aujourd'hui).

## Histoire
Cette forêt pourrait être considérée comme étant une des dernières reliques de la forêt hercynienne, elle-même relique de la forêt préhistorique dans l'Antiquité aux époques dont les chroniqueurs ont gardé un témoignage écrit. En 1827, le Bulletin des sciences géographiques évoque cette forêt comme suit :

« [Elle] est d'une telle étendue que l'œil ne voit plus que le ciel et les bois. A l'entrée de la forêt est le village Haynowczyzna, par où passaient autrefois les limites de la Pologne et de la Lituanie. Après la réunion de la Lituanie à la Pologne, la plus grande partie de cette forêt appartenait aux rois qui venaient y chasser, et la moindre partie à la famille Tyszkiewicz. Après le partage de la Pologne, l'impératrice Catherine en donna quelques portions à ses courtisans, s'en réservant la majeure partie, laquelle s'appelle la forêt Impériale ou Czarium. La Narew la sépare des portions qui sont la propriété des particuliers.
La forêt Impériale a 22 milles 67 cent, carrés géographiques. Les autres portions peuvent avoir 7,5 milles. Ce qui ferait pour toute la Białowieża, 30 milles carrés.
Le climat y est dur et froid, et les hivers très longs. La Białowieża fournit un grand nombre de sources; la Narew et le Boug vont en porter les eaux dans la Vistule. Cette forêt est entièrement plate ; elle fait partie de cette immense plaine qui, sous le nom de Sarmatie, s'étend depuis la mer Baltique jusqu'aux monts Kripaks. La Narew prend sa source dans un fond, et les autres eaux, ne trouvant presque point d'écoulement, forment un grand nombre de réservoirs fangeux. Auguste III fit construire un repos de chasse sur un monticule au bord de la Narew. Stanislas II Auguste y fit ajouter deux pavillons. L'intérieur de la forêt renferme trois ou quatre villages, et vingt-quatre hameaux sont jetés çà et là sur la lisière des bois.
Les villages et hameaux de la Białowieża sont habités par une population dont l'extérieur sauvage a quelque chose d'effrayant, elle parle l'idiome ruske, langage qui tient du polonais, du russe, du bohémien, du servien et des autres dialectes slaves. Ces restes vivants de l'antique Sarmatie sont toute l'année occupés à exploiter la forêt. On ne trouve parmi eux aucun vestige de civilisation. Leur chaussure, comme celle des Russes dans le IXe siècle, est faite avec l'écorce des bois qu'ils dépouillent ; ils appellent ces sandales lapti ou lapkte, nom que leur donnait déjà Nestor dans sa vieille chronique. La Białowieża est divisée en douze arrondissements.
Cette forêt peut être appelée primitive, elle est entièrement abandonnée à l'action de la nature, la science forestière n'y exerce aucune influence. Les buffles y sont en grand nombre, on les rencontre par troupeaux ainsi que les bisons et les élans.
En 1812, vers la fin de juin, le général Latour-Maubourg, devant marcher à travers cette forêt à la tête de la grosse cavalerie, les habitants le prévinrent qu'il avait beaucoup à craindre des ours et des loups, cependant on traversa la forêt sans en voir un seul. »

Toute cette partie de l'Europe orientale fut originellement couverte de forêts dites « primaires » semblables à celle de Bialovèse. Les voyages s'y déroulaient le long des rivières (ou sur les rivières) jusqu'au XIVe siècle, puis par des routes et des ponts.
Julius Holte von den Brincken (de), maître général des forêts du royaume pour la partie russe de la Pologne, décrit la forêt en 1826 dans son ouvrage Mémoire descriptif sur la forêt impériale de Białowieża en Lituanie, dédié au tsar Nicolas Ier, à une époque où la science forestière se développe en Russie, influencée par l'Allemagne, où cette discipline existe depuis déjà longtemps.
La forêt appartenait pour la plus grande partie aux domaines des rois de Pologne. Peu de temps après l'incorporation des provinces lituaniennes à l'Empire russe, Catherine II accorde des dotations à plusieurs seigneurs de sa cour et une partie de cette forêt devient propriété particulière. Une autre partie appartient depuis plusieurs siècles à la famille des comtes Tyszkiewicz. « Toutes ces possessions particulières, sont à tout égard semblables à la partie qui forme encore aujourd'hui la forêt Impériale ». La forêt Impériale est limitée, tant par la rivière Narew qui la sépare des biens du comte Tyszkiewicz, « que par une ligne droite tracée au travers des bois qui marque les possessions des autres particuliers ». La Narew et le marais d'où elle découle servent en même temps de frontière à deux districts du gouvernement de Grodno, celui de Vawkavysk à l'est, comprenant la plus grande partie des bois particuliers et celui de Proujany à l'ouest, contenant toute la forêt Impériale avec une petite partie des possessions particulières. Peu après l'acquisition de ces provinces, le Gouverneur de Grodno fit arpenter la forêt Impériale de Białowieża, en mesura les contours extérieurs et « détermina à peu près à l'aide de quelques points connus les objets intérieurs, comme fleuves, chemins, hameaux , etc. ».
Par le Pacte germano-soviétique, la forêt est scindée en deux entités dont l'une va à l'URSS.
C'est dans cette forêt que le 8 décembre 1991 est signé l'accord de Minsk, qui entérine la dislocation de l'URSS et donne le jour à la Communauté des États indépendants.

## Les réserves naturelles
La haute valeur de naturalité de ce massif de plaine, dont le degré de conservation sur une telle surface est unique en Europe a justifié la création d'une régime spécial de protection de la nature qui a succédé au statut de forêt royale qui, sur une partie du massif, a permis d'éviter les grands défrichements médiévaux et ultérieurs.
Une réserve naturelle forestière a été constituée en 1932, trois ans après la réintroduction des bisons dans le massif pour qu'ils puissent y vivre en liberté. Le territoire de la réserve, alors entièrement situé en Pologne, est aujourd'hui partagé avec la Biélorussie.

### Partie de la réserve située en Biélorussie
Du côté biélorusse, la réserve de biosphère occupe 1 171 km2, la zone centrale 157 km2, la zone tampon 714 km2 et la zone de transition 900 km2. Le parc national et la partie inscrite à l'UNESCO représentent 876 km2. La frontière qui sépare les deux est physiquement fermée, tant pour les touristes que pour la grande faune sauvage.

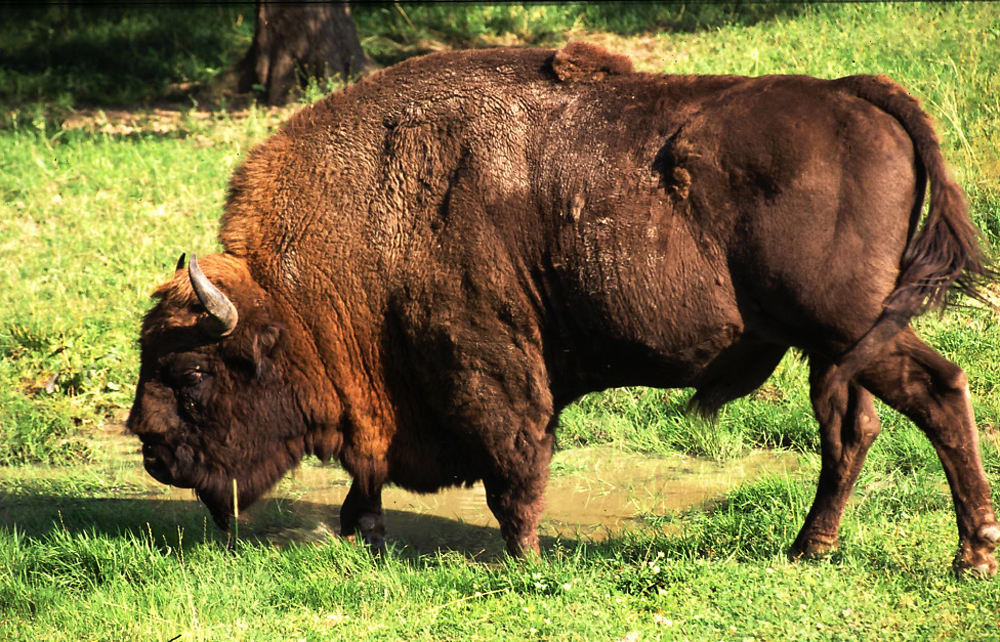
Bison européen (żubr) dans la forêt de Białowieża.

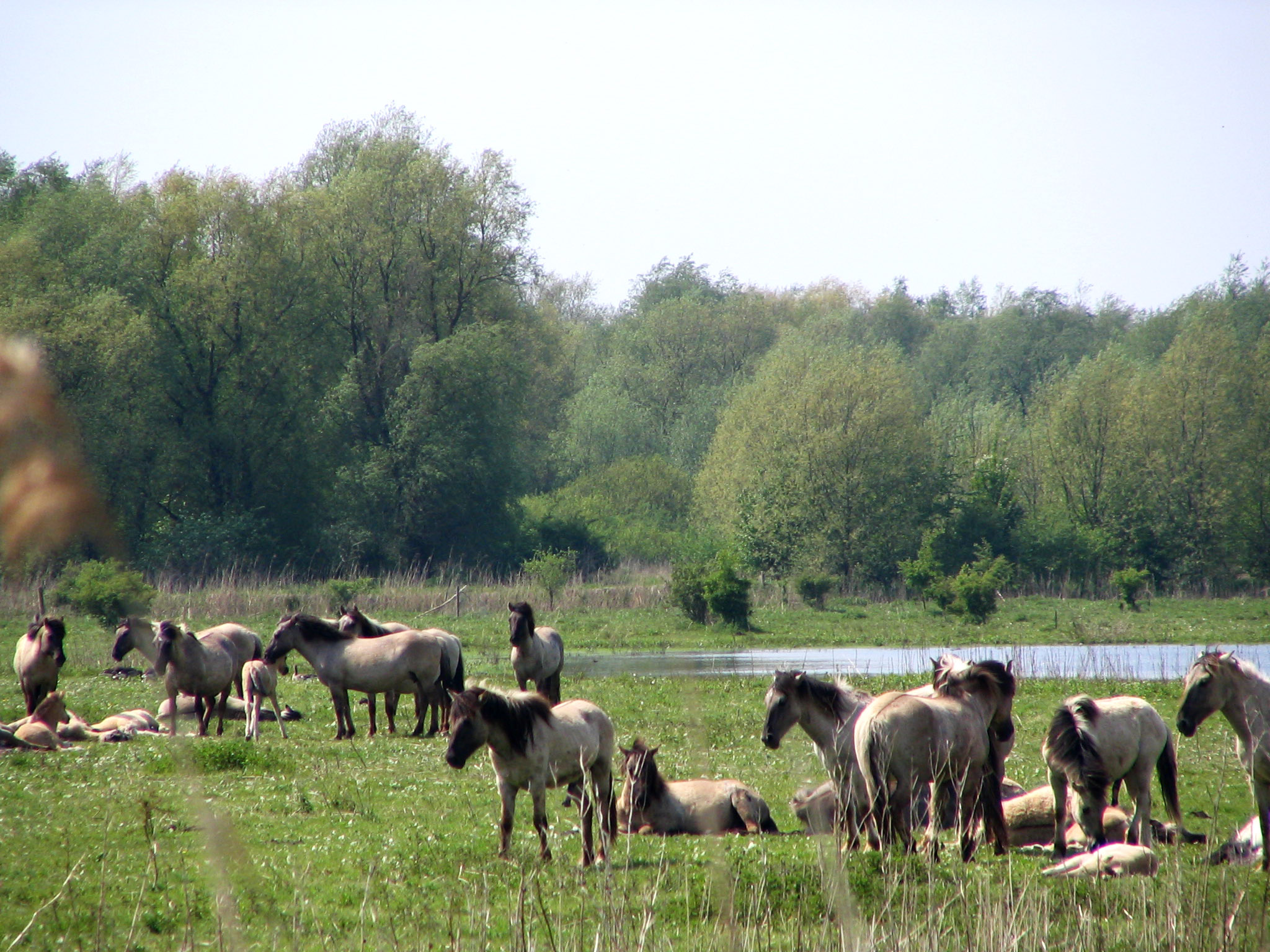
La forêt est fréquentée par des chevaux koniks polonais, espèce considérée comme génétiquement la plus proche du cheval tarpan, l'une des races de chevaux préhistoriques aujourd'hui disparues.

Le centre Belovejskaïa Pouchtcha, situé dans la localité biélorusse de Kamieniouki, comprend un laboratoire, un zoo où des bisons (réintroduits dans le parc en 1929), des koniks (un cheval ayant conservé des caractéristiques proches d'une espèce préhistorique et vivant à moitié sauvage), des ours, des cervidés, et d'autres animaux indigènes peuvent être vus dans leur habitat naturel, ainsi qu'un petit musée explicatif, un restaurant, un snack, et des hôtels, tous construits à l'époque soviétique.
À cause des faibles infrastructures et des lourdeurs administratives (autorisation spéciale à retirer à Brest), peu de touristes étrangers visitent la partie biélorusse du parc.
Les frontières de l'espace Schengen correspondent à la frontière entre les deux pays, Pologne et Biélorussie. La traversée de la frontière entre les deux pays reste dès lors difficile dans les deux sens. Toutefois la visite de la réserve ne nécessite plus de démarches particulières à partir de la Biélorussie depuis quelques années.

### Partie polonaise de la réserve
Du côté polonais, la forêt est partiellement protégée depuis 1932 sous le nom de Białowieski Park Narodowy, ou parc national de Białowieża, et occupe plus de 100 km2.
En sa partie polonaise, le parc national de Białowieża, l'on trouve la clairière de Białowieska, aménagée à l'origine par les tsars de Russie, les derniers propriétaires privés de la forêt (de 1888 à 1917) lorsque l'intégralité de la forêt se trouvait à l'intérieur de l'Empire russe.
Au cœur de la forêt, on trouve un hôtel, un restaurant et une zone de stationnement. La réserve a été ouverte aux touristes en 1988.
Des parcours guidés avec des attelages de chevaux sont organisés en des zones strictement délimitées. Environ cent mille touristes visitent le parc et la forêt chaque année.
En 2016, contre l'avis de l'Union européenne et de l'UNESCO, le gouvernement polonais décide d’ouvrir de larges zones de la forêt à l’abattage par l’industrie forestière.

### Réintroductions d'espèces animales
Le succès qui a suivi la réintroduction des bisons en 1952 (25% de la population mondiale en 2016 d'après le président du WWF Pologne) a conduit les scientifiques polonais à envisager d'autres réintroductions d'espèces récemment éteintes en Pologne dans cet habitat naturel :
- plusieurs couples de loups ont été réintroduits du côté polonais du parc ;
- les autorités scientifiques et gestionnaires polonaises et biélorusses ont plusieurs fois refusé l'introduction d'aurochs de Heck (ou « aurochs reconstitués ») qu'elles considèrent comme une « fraude scientifique ». Elles ont en revanche accepté qu'on y réintroduise des couples de chevaux konik polonais, espèce considérée comme génétiquement la plus proche du cheval tarpan (l'une des espèces de chevaux sauvages européens qui ont survécu aux dernières glaciations, mais non à la chasse dont elle a été victime par la suite) : ainsi des troupeaux se sont-ils reconstitués tant du côté polonais que biélorusse du parc ;
- la réintroduction de l'ours brun dans la forêt en 1938 a été un échec ; les sujets relâchés ont été tués par des braconniers lors de l'invasion de la Pologne par l'Allemagne nazie.

L'UNESCO relève cependant que la circulation de la faune sauvage est entravée par l'existence d'un mur de béton le long de la frontière polono-biélorusse, infranchissable par les espèces de grande et moyenne taille.

## Intérêt écologique et scientifique majeur
La forêt primaire ou même peu artificialisée est devenue très rare en Europe. Białowieża en est l'exemple le plus vaste et le mieux conservé à cette échelle, ce qui en fait un site de référence où les scientifiques peuvent avoir une idée de ce qui serait normal en matière de sol, d'humus forestier, de strate herbacée, de fonge et faune forestière (saproxylophage et xylophage), ou encore en matière de taille et d'âge des arbres, de structure de la forêt, ou en termes de proportion de bois mort, résilience écologique ou puits de carbone.
Si les données de Białowieża ne sont pas directement extrapolables aux autres zones climatiques ou édaphiques d'Europe, elles permettent aux scientifiques et aux visiteurs des zones autorisées du Parc de se faire une meilleure idée de ce que pourraient être les forêts en l'absence d'activités humaines ou avec une gestion forestière plus proche de la nature (Prosilva par exemple) suivant des mécanismes que l'on peut encore étudier à Białowieża.
Ce massif est un noyau essentiel du réseau écologique polonais et du réseau écologique paneuropéen.
Parmi les problèmes qui se posent encore :
- manque de place pour les bisons et risques de consanguinité sans une gestion adaptée des animaux ;
- certains impacts d'activités humaines en lisière de forêt (déchets, tourisme sauvage, peu de zone-tampon) ;
- les retombées de la catastrophe de Tchernobyl, directes ou amenées par des oiseaux ou animaux (bioturbation) de la Biélorussie proche ou d'autres zones contaminées.

## Une forêt menacée

### Abattages d'arbres à partir de 2016
Le bostryche typographe est un insecte xylophage qui s'attaque aux épicéas. Composée d'un tiers d'épicéas, la forêt héberge ainsi naturellement ce scolyte,. Après les élections législatives de 2015 qui lui ont donné la majorité absolue, le gouvernement polonais du parti Droit et justice décide en mars 2016 de tripler les abattages d'arbres au prétexte des dégâts provoqués par cet insecte. Le plan prévoit, sur dix ans, l'abattage de 180 000 mètres cubes de bois.
La communauté scientifique a réagi en demandant que le renouvellement naturel de la forêt soit respecté, et que son écosystème soit préservé sans intervention humaine. Des associations, telles que ClientEarth, Greenpeace et le WWF ne tardent pas à porter plainte auprès de la Commission européenne en avril 2016. Les défenseurs de l'environnement accusent les entreprises forestières de profiter de la vente de bois, dans une région profondément rurale, n'ayant pas pris le train de la modernisation, et fragilisée par des problèmes structurels. Des dizaines de militants écologistes se relaient dans la forêt, tentant d'empêcher les chantiers d'abattage. Malgré les avertissements de l'UNESCO, la Pologne et son gouvernement restent sourds à ces réactions internationales.
En septembre 2017, la Commission européenne et la Pologne présentent leurs points de vue devant la Cour de justice de l'Union européenne à Luxembourg lors d’une audience de référé. Par la suite, Varsovie accuse la justice européenne de manquer d’impartialité, affirmant procéder à des coupes de protection uniquement pour stopper la prolifération d’insectes xylophages, protéger le trafic routier et lutter contre les feux de forêt. De leur côté, la communauté scientifique ainsi que de nombreuses associations environnementales saluent la décision de la Cour.
Le 20 novembre 2017, la Cour condamne la Pologne à cesser cette exploitation, en la menaçant d’une astreinte d’au moins 100 000 euros par jour si elle ne respectait pas cette décision. La Cour demande également à la Pologne de communiquer à la Commission, au plus tard quinze jours à compter de la notification de l’ordonnance, toutes les mesures qu’elle aura adoptées afin de la respecter pleinement. Elle doit préciser de manière motivée les opérations de gestion forestière active en cause, qu’elle prévoit de poursuivre en raison de leur nécessité pour assurer la sécurité publique.

### Mur anti-migrants
Si l'Union soviétique avait tendu dès les années 1980 une clôture métallique sur les 184 km de frontière qui traversent la forêt[réf. souhaitée], c'est en juin 2022, dans un contexte marqué par une crise frontalière avec la Biélorussie à la fin de l'année précédente, qu'un mur anti-migrants en béton, acier et barbelés de 5,5 mètres de haut, doté de capteurs et de détecteurs de mouvement, est érigé dans le massif forestier sur une longueur d'environ 187 km. Inaugurée le 30 juin 2022 par le premier ministre polonais Mateusz Morawiecki dans le village de Kuźnica, cette source de fragmentation écologique et de fragmentation forestière préoccupe les naturalistes et les écologues responsables du Parc national, qui dénoncent notamment une altération de la naturalité du site et un blocage de la circulation Est-Ouest des ours bruns, des loups, des lynx et d'autres espèces. L’État polonais affirme avoir prévu en guise de mesure conservatoire 24 ouvertures pour le passage de grands mammifères, mais n'a pas précisé leur mode de fonctionnement ; selon des associations d'aide aux migrants, ces « portes de service » seraient en fait utilisées pour refouler vers la Biélorussie des migrants ayant réussi à passer la frontière. La forêt de Białowieża apparaît ainsi comme une zone de non-droit où les autorités polonaises agissent au mépris du droit international. Dès le 2 septembre 2021, le président Duda a décrété l'état d'urgence dans la région de Białowieża, permettant d'exclure de la zone journalistes, ONG humanitaires (Médecins sans frontières, Amnesty International...), les Nations unies et Frontex, la police des frontières de l'Union européenne. Le gouvernement polonais traque dans la forêt les migrants qui tentent de passer, ainsi que les militants associatifs qui les aident.